# Elaphoglossum bellermannianum
Elaphoglossum bellermannianum là một loài thực vật có mạch trong họ Lomariopsidaceae. Loài này được (Klotzsch) T. Moore mô tả khoa học đầu tiên năm 1857.